# Elddvärgkejsare
Elddvärgkejsare (Centropyge loricula) är en fisk i släktet dvärgkejsare (Centropyge) som hittas på ett djup mellan 15 meter och 60 meter i Stilla havet och lever av alger.
Arten når i väst Filippinerna och i öst Pitcairnöarna samt Tonga. Den förekommer i norr fram till norra Marianerna samt Hawaii och i syd fram till Queensland och Nya Kaledonien. Elddvärgkejsare vistas nära korallrev eller i klara laguner. En hanne och två till sex honor bildar en flock.
Flera exemplar fångas och hölls som akvariefiskar. Hela populationen anses vara stabil. IUCN listar arten som livskraftig (LC).